# Antonio Aliotta
Antonio Aliotta (Palerm, 1881 — Nàpols, 1964) va ser un filòsof italià, professor a les universitats de Pàdua i Nàpols. El seu llegat destaca l'experiència com a “únic criteri de veritat” i defensa la relació entre filosofia i ciència. Publicà Relativismo e idealismo (1922).